# 성진버스
성진버스(成進―)는 태영운송그룹 산하의 부산광역시 마을버스 자회사로 태영버스의 방계회사이다.

## 주요 연혁
- 1991년 1월 1일: 부산광역시 사상구 주례동 3-32번지에서 성진마을버스(成進―)라는 상호로 회사 설립
- 2010년 7월 1일: 성진마을버스에서 현재의 상호로 변경됨과 동시에 본사 및 주사무소도 현 위치로 이전하였다.

## 운행 노선
- ● 금정6번: 온천장역 ↔ 신동아아파트
- ● 해운대3번: 재송동 글로리 ↔ 수영교차로

## 주요 차량
| 제조사       | 차명            | 비고     |
| ------------ | --------------- | -------- |
| 자일대우버스 | 레스타          | 예비차량 |
| 자일대우버스 | BS090 로얄 미디 |          |
| 자일대우버스 | NEW BS090       |          |